# Проценко, Михаил Васильевич
Михаил Васильевич Проценко (27 февраля 1914; Александровск-Грушевский, Черкасский округ, область Войска Донского — 11 ноября 2003; Заречный, Пензенская область) — первый директор Ордена Трудового Красного Знамени Пензенского приборостроительного завода Министерства среднего машиностроения СССР, лауреат Государственной премии СССР и премии Совета Министров СССР.

## Биография
Родился 27 февраля 1914 года в городе Шахты Ростовской области.
С 1931 по 1934 гг. работал на заводе Ростсельмаш рабочим, электрослесарем.
В 1938 году после окончания Новочеркасского индустриального института получил специальность инженера-электромеханика.
С 1938 по 1941 годы работал в город Мончегорске на комбинате Североникель инженером-электриком, главным энергетиком, главным механиком.
С 1941 по 1942 годы — Тырныаузский горно-обогатительный комбинат, где работал главным механиком рудника, главным механиком ТГОК.
С 1942 по 1946 годы работал в Красноярске главным энергетиком и главным механиком Красноярского аффинажного завода.
В 1946 по 1950 годы работал в городе Электросталь начальником отдела реконструкции завода № 12 .
С 1950 по 1955 годы работал директором строящихся заводов в городе Свердловск-45 и Костроме.
С 1955 по 1989 годы возглавлял Пензенский приборостроительный завод.
Под его руководством создана научно-производственная база мощного оборонного предприятия, налажен серийный выпуск военной продукции уровня мировых стандартов. Создал коллектив, который под его руководством успешно справлялся с государственным планом и правительственными заданиями, творчески решавший любые технические задачи.
В 1976 году «За заслуги в создании и производстве новой техники» указом Президиума ВС СССР Пензенский приборостроительный завод награждён орденом Трудового Красного Знамени.
С 1989 года на пенсии, жил в городе Заречном.
Скончался 11 ноября 2003 года. Похоронен на городском кладбище.

## Награды
- Лауреат Государственной премии СССР (1975);
- Лауреат премии Совета Министров СССР (1981);
- Два  ордена «Знак Почёта»;
- Два ордена Трудового Красного Знамени;
- Орден Октябрьской Революции;
- Два  ордена Ленина.

Ведомственные знаки отличия:
- Отличник Гражданской обороны СССР
- Почётный знак Гражданской обороны СССР

## Почётные звания
- Почётный гражданин города Заречного (1984);
- Почётный гражданин города  Пензы[2] (1997).

## Память
- Ежегодно в Заречном проходит турнир по боксу памяти Проценко.

- В 1998 году учреждена производственная премия имени Проценко.
- В 2004 году открыта мемориальная доска на здании заводоуправления ФГУП ФНПЦ «ПО «Старт»[1]
- 25 июня 2008 года  имя присвоено ФГУП ФНПЦ «ПО «Старт»[3]
- 28 сентября 2009 года на территории ФГУП ФНПЦ ПО Старт был установлен памятник в честь Проценко[4]
- Приказом главнокомандующего Военно-Морским Флотом от 27 октября 2011 года за № 624 «О переименовании ракетного катера «Р-187» проекта 12411, заводской номер 209 и малого морского танкера «ВТН-30» проекта 1844д заводской номер 109» малый морской танкер «ВТН-30» — назван в честь первого директора предприятия «Старт» Проценко[5].
- 27—28 февраля 2014 года в Заречном Пензенской области состоялись мероприятия, посвященные 100-летию Проценко в которых приняли участие его дети, внуки и правнуки, а также соратники и горожане. Мероприятия завершились большим концертом на главной сцене в ДК «Современник». Концерт состоял из творческих номеров, подготовленных муниципальными служащими города.
- В 2014 году Почта России выпустила конверт с изображением Проценко.